# 拉蒙·塔皮亚
拉蒙·塔皮亚（西班牙語：Ramón Tapia，1932年3月17日—1984年4月12日），生于安托法加斯塔，智利男子拳击运动员。他曾代表智利参加1956年夏季奥林匹克运动会拳击比赛，获得男子75公斤级银牌。